# 9-track tape

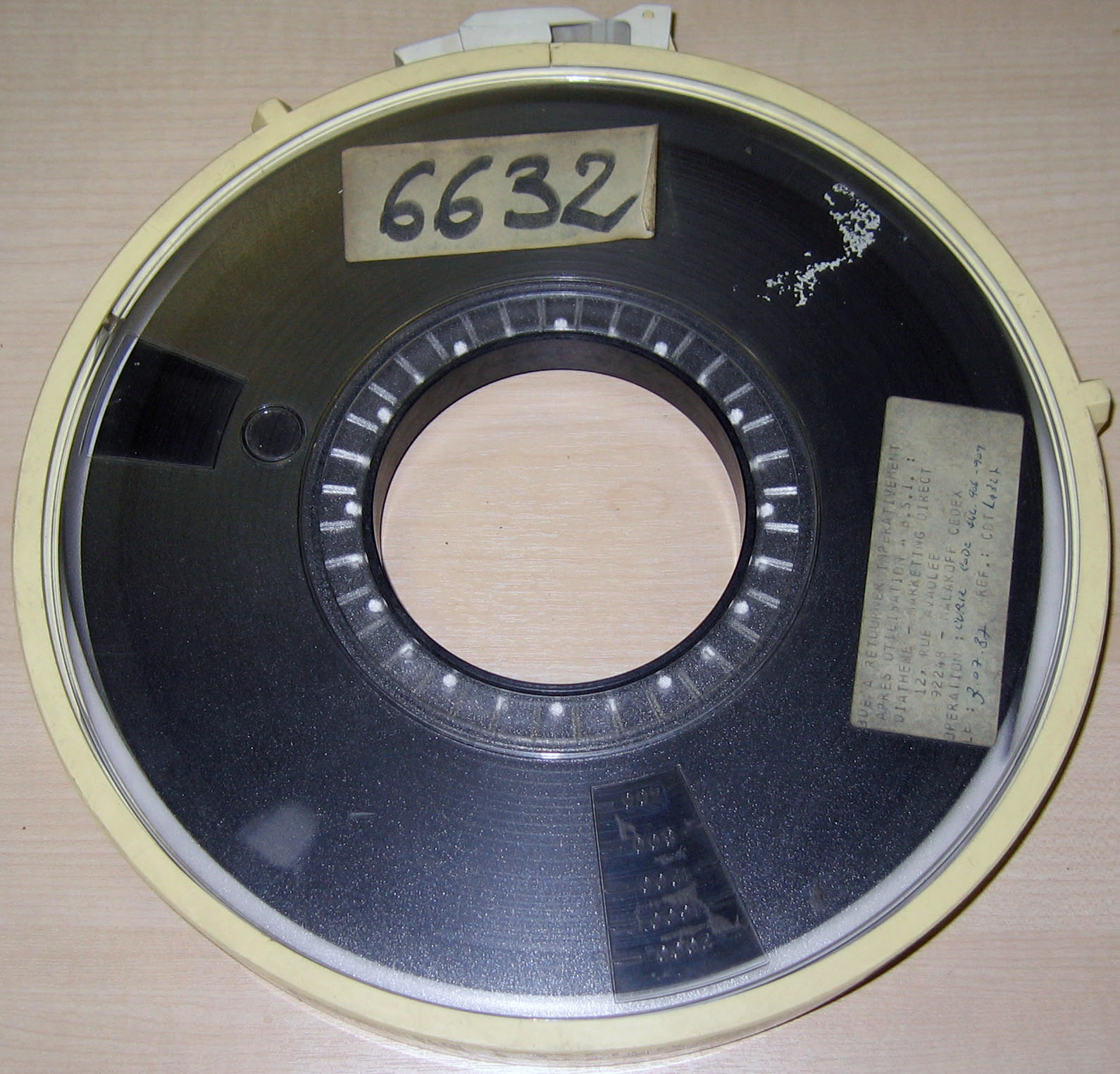
Een 9-track tape op een spoel

9-track tape is een formaat voor gegevensopslag op magneetband dat samen met het IBM Systeem/360 geïntroduceerd werd in 1964. De 12,7 mm (0,5 inch) brede magneetband en haspels hebben dezelfde afmetingen als het eerdere IBM 7-track formaat, maar het nieuwe formaat heeft in totaal negen parallelle sporen: acht gegevenssporen en één pariteitsspoor.
Gegevens worden opgeslagen als 8-bit karakters, die de volledige breedte van de tape beslaan (inclusief de pariteitsbit). Tijdens zijn levensduur zijn verschillende opnamemethoden gebruikt naarmate de bandsnelheid en gegevensdichtheid toenamen, waaronder PE (phase encoding), GCR (group-coded recording) en NRZI (non-return-to-zero, inverted). Magneetbanden zijn er in verschillende maten tot 1100 m lang.
Meer dan 30 jaar lang domineerde het formaat de offline opslag en gegevensoverdracht, maar tegen het einde van de 20e eeuw was het achterhaald. Begin 2002 stopte de laatste fabrikant van tapes met de productie, een jaar later eindigde ook de productie van tapedrives.

## Fotogalerij

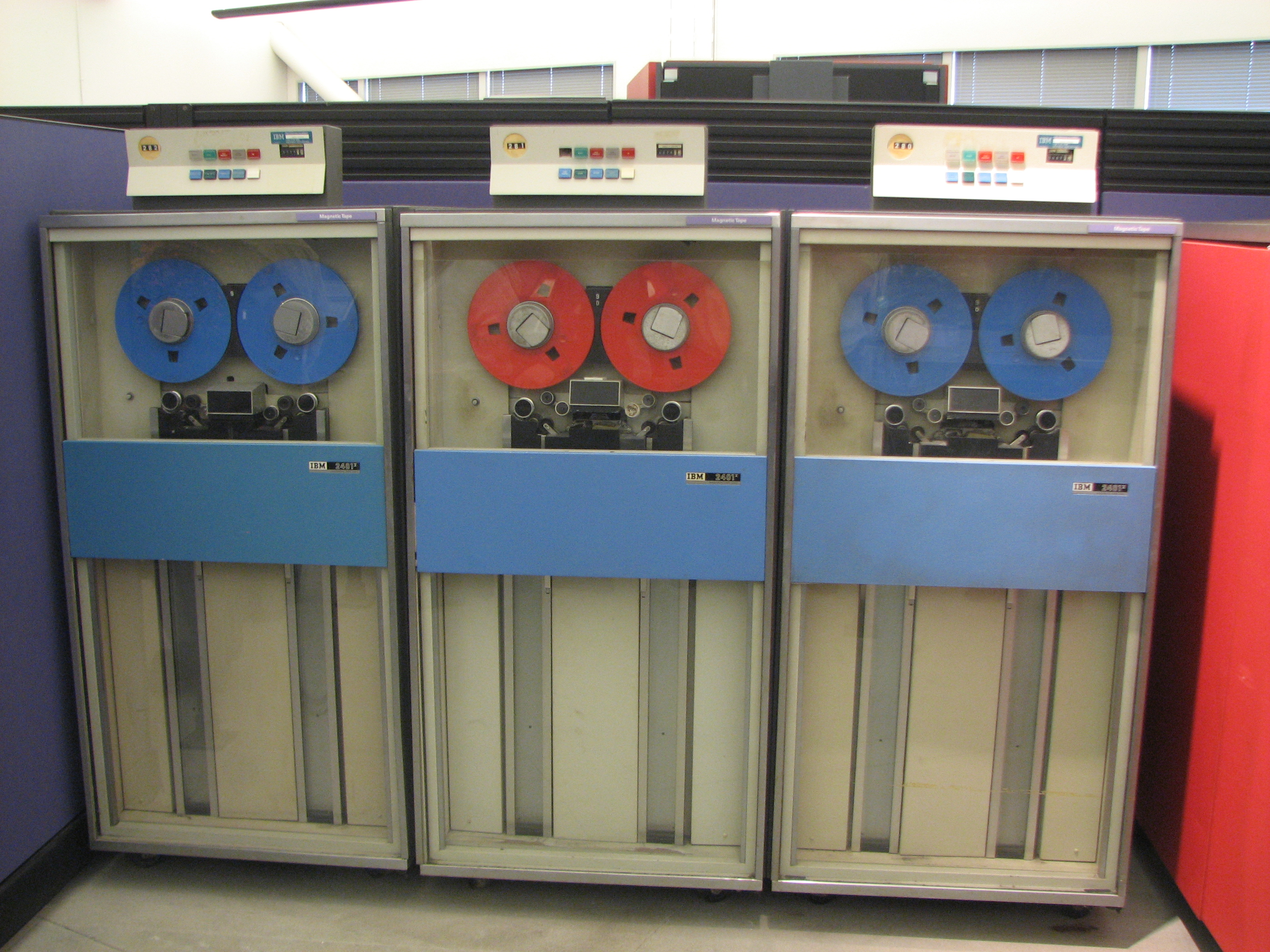
IBM Systeem/360 tapedrives voor 9-track tapes
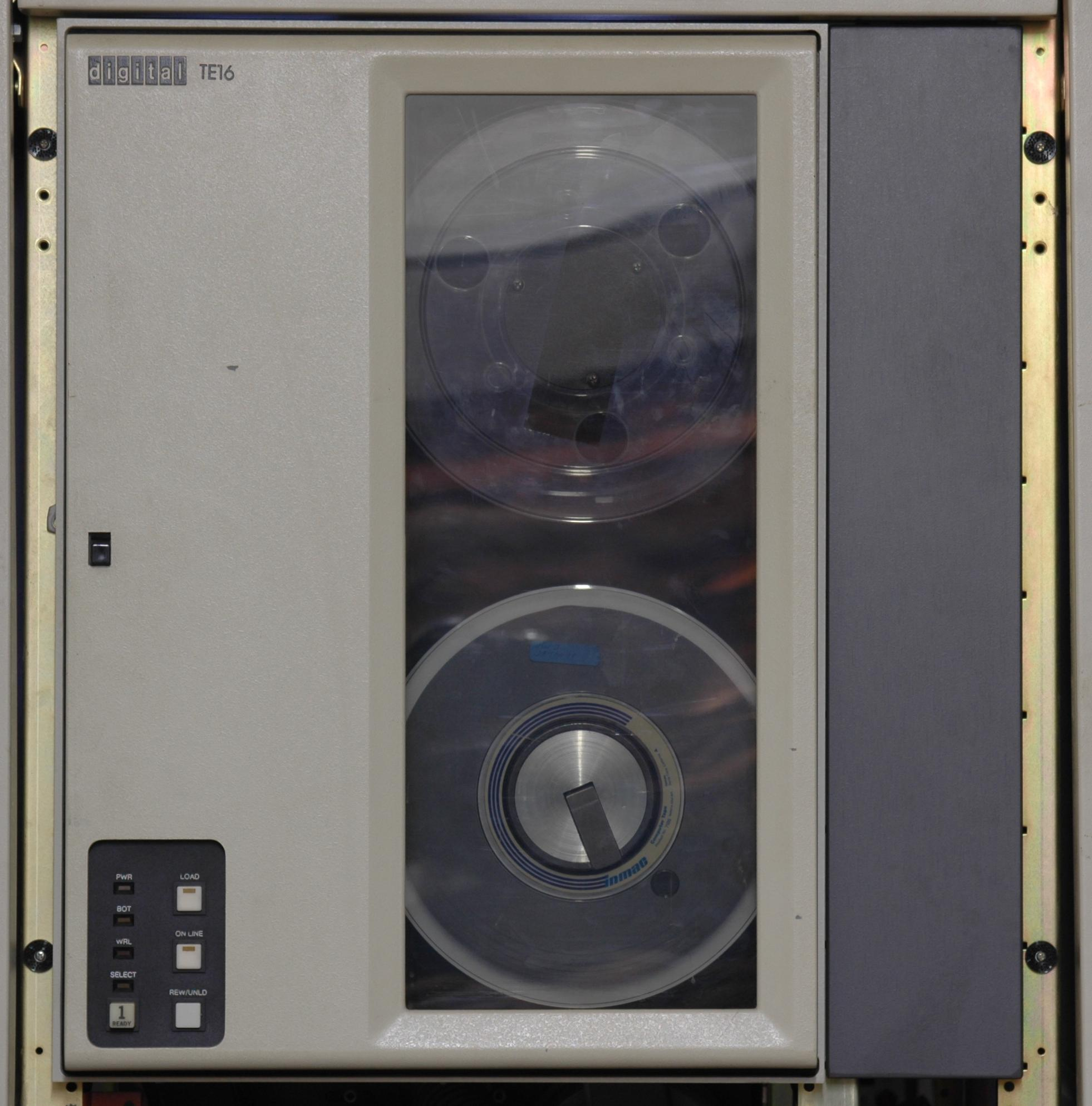
Een 9-track tapedrive die gebruikt werd door DEC minicomputers
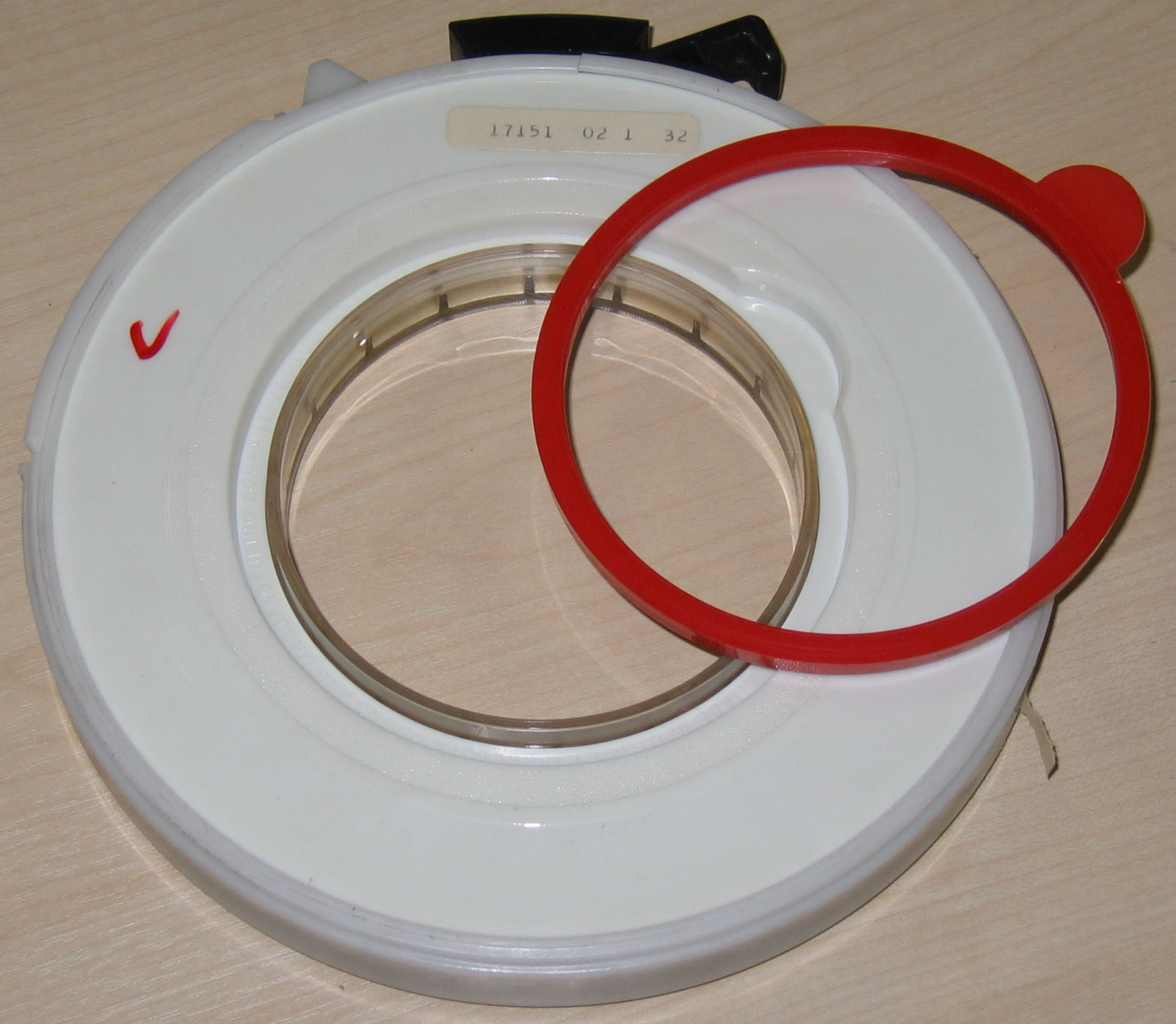
Schrijfbescherming: wanneer de ring verwijderd wordt kan de magneetband niet beschreven worden
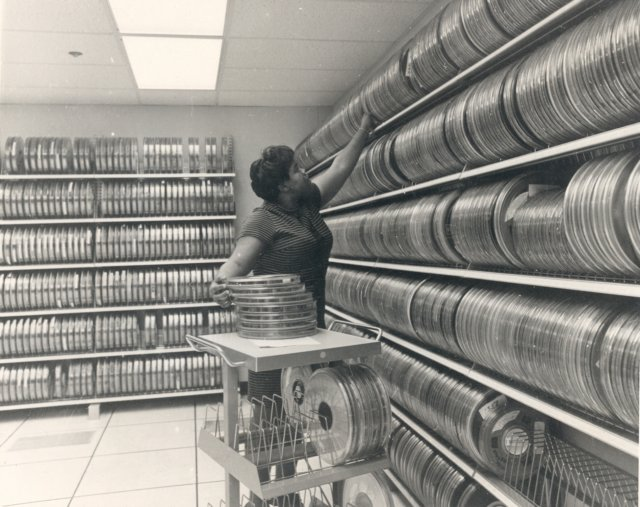
Een bibliotheek met ½ inch magneetbanden